# Hans Rüdiger Vogel
Hans Rüdiger Vogel (* 15. Mai 1935 in Worms; † 22. August 2023 in Mainz) war ein deutscher Mediziner und Pharmafunktionär.

## Leben und Wirken
Vogel studierte von 1954 bis 1960 in Freiburg und Mainz Medizin. 1963 erhielt er seine Approbation. Anschließend arbeitete er als Assistent am physiologischen Institut der Johannes Gutenberg-Universität Mainz. An der Uni Mainz promovierte und habilitierte er sich auch. Am Staatlichen Hochschulinstitut für Leibeserziehung in Mainz wurde er zum Professor ernannt.
1967 und 1968 war Vogel geschäftsführender Arzt der Ärztekammer Rheinland-Pfalz und Mitglied verschiedener Ausschüsse der Bundesärztekammer. Von 1968 bis 1975 leitete er unter Heiner Geißler die Gesundheitsabteilung des rheinland-pfälzischen Sozialministeriums, ab 1972 als Ministerialdirigent. Von 1975 bis 1982 war Vogel Hauptgeschäftsführer der Medizinisch-Pharmazeutischen Studiengesellschaft und der Paul-Martini-Stiftung. 1982 wurde Vogel Hauptgeschäftsführer, 1994 Vorsitzender des Bundesverbandes der Pharmazeutischen Industrie (BPI). Im Jahr 2000 wurde Vogel pensioniert, gründete aber noch eine Unternehmensberatung.
Vogel war seit 1970 Mitglied der CDU. Er veröffentlichte zur Gesundheitspolitik, Präventivmedizin, Epidemiologie und Gesundheitsökonomie. Vogel engagierte sich für die Internationale Gesellschaft für Gesundheitsökonomie und die Deutsch-rumänische Akademie.

## Auszeichnungen (Auswahl)
- 1983 Leibniz-Medaille der Akademie der Wissenschaften und der Literatur Mainz[2]
- 1998 Bundesverdienstkreuz Erster Klasse